# Chicago-jazz
Chicago-jazz is een jazz-stijl die zijn bloeitijd beleefde van 1925 tot 1930.
In 1917 werd Storyville, het beroemde uitgaanscentrum aan Basin Street in New Orleans, gesloten en gesloopt en het centrum van de jazz verplaatste zich van New Orleans naar Chicago. De werkverdeling van de instrumenten bleef. Verschillen met de jazz uit New Orleans zijn:
- Er werd vooral solistisch geïmproviseerd. Dit wil zeggen dat de solostem de belangrijkste stem is en dat de anderen deze stem begeleiden.
- De banjo werd vaker vervangen door de gitaar en de tuba werd vervangen door de contrabas.